# 每日新闻与分析
《每日新闻与分析》（英語：Daily News and Analysis）是一份2005年创办的印度英语大报，在印度孟买、艾哈迈达巴德、浦那、斋浦尔、班加罗尔和印多尔出版发行。《每日新闻与分析》是印度第一份英语全彩报纸。报纸的目标读者是年轻人，由勤奋媒体公司拥有和管理。